# 戦場の狼
『戦場の狼』（せんじょうのおおかみ、日本国外タイトルは『Commando』）は、1985年5月に稼働したカプコンのアーケード用アクションシューティングゲーム。

## 概要
主人公「スーパージョー」が自動小銃と手榴弾を武器に、たった独り（一匹狼）でナチスドイツ風の敵軍と戦う縦スクロールのゲームである。エンディングは存在せず、8ステージ1周（4ステージ毎に敵基地炎上）のループゲーム。
アーケード版ではデモ画面で、「はがきを出してPGCプレゼント」というキャンペーンの告知がされていた。応募期限の記載は無い。PGCとは「プレイゲームカード」の略で、当時カプコンではプレイして感想を書いて送ると、自宅にそのゲームの絵葉書を返送してくれるというベリカードのようなシステムがあった。他のアーケードゲームでも同じ企画は行っており雑誌などで告知されていたが、ゲームそのものにその情報が記載されているのは本作のみ。なお、移植版には、同じ内容の告知はない。
同年に欧州にて各種ホビーパソコンに移植された他、1986年にはファミリーコンピュータ、1987年にはPC-8801、FM-7、MSXに移植された。アーケード版はPlayStationおよびセガサターン用ソフト『カプコンジェネレーション 第4集 孤高の英雄』（1998年）やPlayStation 2およびXbox用ソフト『カプコン クラシックス コレクション』（2005年）、PlayStation Portable用ソフト『カプコン クラシックス コレクション』（2006年）などに収録された他、2010年にはWii用ソフトとしてバーチャルコンソールアーケードにて配信された。また、携帯電話用アプリゲームとして2001年にiアプリにて配信された他、2007年にはEZアプリ、S!アプリにて配信された。
後に続編となるアーケードゲーム『戦場の狼II』（1990年）が稼働した。

## ゲーム内容

### システム
被弾または敵に接触するとミス。ゲーム中に出てくる捕虜を助けると高得点。ステージの最後に到達するとスクロール画面が固定され、敵が多く出てくる。それをすべて倒すとステージクリアだが、時折現れる司令官（緑色の戦闘服）を倒すと高得点。司令官は攻撃はしてこず、登場すると画面下へ逃亡してしまう。手榴弾には弾数があり（自動小銃は弾数無制限）、敵の銃座・砲陣地・塹壕など、特定の場所に積んである弾薬箱を取得すると補充できる（99個まで所持可能）。手榴弾は自動小銃で破壊できない敵キャラやトーチカ（破壊には数回の投擲が必要）も倒すことができるが、放物線状に手榴弾が飛んでいくので扱いが難しく、おおよその弾着地（または投擲距離）を目測する必要がある。ステージの表示は勲章キャラクターで表示され、ステージが進むにつれて画面の前後左右から敵のトラックやサイドカーが突進したりバズーカ兵も現れる。

### その他
- カプコン初のFM音源（YM2203）が採用されたアーケードゲームである。
- 電源を投入して文字が出ている時に両方のボタンを押すと2プレイヤー側に文字が出るが、この状態でサウンドテストができる。
- 旧バージョンの2面の2列にハッチが並んでいるところで、右側のハッチ出口の右側から左に向けて撃っているだけで永久パターンになる。
- 日本国外では『Space Invasion』というタイトルのバージョンも発売されており、この作品はゲームシステムや背景、BGMは全く同じだが、敵がロボットのようなデザインに変更されている（外見のみで攻撃パターンなどは同じ）。なお、変更されているのは歩兵のみで、軍曹や乗り物に乗った敵は人間のままになっているが、ヨーロッパ版では全ての敵（ナチスドイツ風）のデザインが差し替えられている。

## 移植版
| No. | タイトル                                                                    | 発売日                                     | 対応機種                                                         | 開発元               | 発売元            | メディア                                        | 型式                                  | 備考                                                     |
| --- | --------------------------------------------------------------------------- | ------------------------------------------ | ---------------------------------------------------------------- | -------------------- | ----------------- | ----------------------------------------------- | ------------------------------------- | -------------------------------------------------------- |
| 1   | Commando                                                                    | 1985年                                     | Amstrad CPC BBC Micro コモドール64 ZX Spectrum                   | Elite Systems        | Elite Systems     | フロッピーディスク                              | -                                     |                                                          |
| 2   | 戦場の狼 Commando                                                           | 1986年9月27日 1986年11月                   | ファミリーコンピュータ                                           | カプコン第一開発室   | カプコン          | 1メガビット+64キロRAMロムカセット               | CAP-SJ NES-CO-USA                     |                                                          |
| 3   | Commando                                                                    | 1986年                                     | PC booter                                                        | Quicksilver Software | データイーストUSA | フロッピーディスク                              | -                                     |                                                          |
| 4   | Commando                                                                    | 1986年                                     | コモドール16                                                     | Elite Systems        | Elite Systems     | フロッピーディスク                              | -                                     |                                                          |
| 5   | 戦場の狼                                                                    | 1987年5月                                  | PC-8801 FM-7                                                     | カプコン             | アスキー          | フロッピーディスク                              | -                                     |                                                          |
| 6   | 戦場の狼                                                                    | 1987年7月                                  | MSX                                                              | カプコン             | アスキー          | ロムカセット                                    | -                                     |                                                          |
| 7   | Commando                                                                    | 1987年                                     | Apple II                                                         | Quicksilver Software | データイーストUSA | フロッピーディスク                              | -                                     |                                                          |
| 8   | Commando                                                                    | 1987年                                     | インテレビジョン                                                 | INTV                 | INTV              | ロムカセット                                    | -                                     |                                                          |
| 9   | Commando                                                                    | 1988年                                     | Atari 2600                                                       | アクティビジョン     | アタリ            | ロムカセット                                    | AK-043                                |                                                          |
| 10  | Commando                                                                    | 1989年                                     | Amiga Atari ST                                                   | カプコンUSA          | Elite Systems     | フロッピーディスク                              | -                                     |                                                          |
| 11  | Commando                                                                    | 1990年                                     | Atari 7800                                                       | アタリ               | アタリ            | ロムカセット                                    | CX7838                                |                                                          |
| 12  | カプコンジェネレーション 第4集 孤高の英雄 Capcom Generations 4 Blazing Guns | 1998年11月12日 1999年9月3日                | PlayStation セガサターン                                         | カプコン             | カプコン          | CD-ROM                                          | PS: SLPS-01701 SLES-31881 SS: T-1235G | アーケード版の移植、セガサターン版は日本国内のみの初発売 |
| 13  | 戦場の狼                                                                    | 2001年                                     | iアプリ                                                          | カプコン             | カプコン          | ダウンロード （カプコンサーカス）               | -                                     |                                                          |
| 14  | Capcom Arcade Hits 3                                                        | 2003年                                     | Windows                                                          | カプコン             | カプコン          | CD-ROM                                          | -                                     | アーケード版の移植                                       |
| 15  | Capcom Coin-Op Collection Volume 1                                          | 2004年12月21日                             | Windows                                                          | カプコン             | カプコン          | CD-ROM                                          | -                                     | アーケード版の移植                                       |
| 16  | カプコン クラシックス コレクション                                          | 2005年9月27日 2005年11月18日 2006年3月2日  | PlayStation 2 Xbox                                               | カプコン             | カプコン          | DVD-ROM                                         | PS2: SLUS-21316 SLES-53661 SLPM-66317 | アーケード版の移植、日本国内ではPS2版のみ発売            |
| 17  | カプコン クラシックス コレクション Capcom Classics Collection Reloaded      | 2006年9月7日 2006年10月24日 2006年11月10日 | PlayStation Portable                                             | カプコン             | カプコン          | UMD                                             | ULJM-05104 ULUS-10134 ULES-00377      | アーケード版の移植                                       |
| 18  | 戦場の狼                                                                    | 2007年4月12日                              | BREW3.1対応端末 （EZアプリ） SoftBank 3G端末 （S!アプリ）        | カプコン             | カプコン          | ダウンロード （とりきり★カプコン）              | -                                     | アーケード版の移植                                       |
| 19  | 戦場の狼 Wolf of the Battlefield: COMMANDO                                  | 2010年10月5日 2010年12月6日 2010年12月17日 | Wii                                                              | カプコン             | カプコン          | ダウンロード （バーチャルコンソールアーケード） | -                                     | アーケード版の移植                                       |
| 20  | Capcom Arcade                                                               | 2010年11月4日                              | iPhone (iOS)                                                     | カプコン             | カプコン          | ダウンロード                                    | -                                     | アーケード版の移植                                       |
| 21  | Commando                                                                    | 2011年1月13日                              | iPhone (iOS)                                                     | カプコン             | カプコン          | ダウンロード                                    | -                                     | アーケード版の移植                                       |
| 22  | カプコン アーケード キャビネット                                            | 2013年2月19日 2013年5月21日                | PlayStation 3 (PlayStation Network)                              | カプコン             | カプコン          | ダウンロード                                    | NPJB-00210                            | アーケード版の移植                                       |
| 23  | カプコン アーケード キャビネット                                            | 2013年2月20日                              | Xbox 360 (Xbox Live Arcade)                                      | カプコン             | カプコン          | ダウンロード                                    | -                                     | アーケード版の移植                                       |
| 24  | Capcom Arcade Cabinet: Game Pack 4                                          | 2013年4月2日                               | PlayStation 3 (PlayStation Network) Xbox 360 (Xbox Live Aracade) | カプコン             | カプコン          | ダウンロード                                    | -                                     | アーケード版の移植                                       |
| 25  | Capcom Arcade Cabinet: All-In-One Pack                                      | 2013年5月21日                              | PlayStation 3 (PlayStation Network) Xbox 360 (Xbox Live Aracade) | カプコン             | カプコン          | ダウンロード                                    | -                                     | アーケード版の移植                                       |
| 26  | カプコンアーケードスタジアム                                                | 2021年2月18日                              | Nintendo Switch                                                  |                      | カプコン          | ダウンロード                                    | -                                     | アーケード版の移植                                       |
| 27  | カプコンアーケードスタジアム                                                | 2021年5月25日                              | PlayStation 4 Xbox One PC(Steam)                                 |                      | カプコン          | ダウンロード                                    | -                                     | アーケード版の移植                                       |

ファミリーコンピュータ版
- カプコン発売のファミコンソフトとしては4作目だが、自ら移植を手がけたのはこれが初である（それまではマイクロニクスが担当）。
- 基本的にアーケード版に準拠した内容だが、全4ステージで1周する制度だけがアーケード版と異なる。1周ずつクリアする毎にクリア回数が表示される。特定箇所を手榴弾で爆破してハシゴを出現させ、地下室へ入って多数の弾薬や高得点が得られたり、手持ちの武器をパワーアップできるなどのFC版独自要素が追加された。また面セレクトなどの裏技も多数存在した。過去のカプコンの移植作品（『1942』など）と比較すれば、出来具合は改善されているとはいえ、画面上に多数のキャラクターが出現するとスプライトのチラつきが多くなったり、画面上の敵がいきなり消失してしまうなど、元のアーケード版と比較すると劣る面も見受けられた。
- ファミリーコンピュータ版の発売時に放映されたTVCMのナレーションは声優の山田康雄が担当していた。

日本国内PC版
- アスキーより移植および販売。移植ベースはAC版ベースの移植となっている。

日本国外PC版
- 『COMMANDO』の名でBBC Micro、Acorn Electron、Amiga、Amstrad CPC、Atari 2600、コモドール64、ZX Spectrum、Intellivisionなどのありとあらゆるハードに移植されている。

PlayStation、セガサターン版
- 『カプコンジェネレーション 〜第4集 孤高の英雄〜』にアーケード版を収録。後にカプコレで同内容の廉価版が2001年5月31日に発売された。

PlayStation 2
- 『カプコン クラシックス コレクション』にアーケード版を収録。

PlayStation Portable
- 『カプコン クラシックス コレクション』に収録。本体を縦に持って縦画面でのプレイや、アドホックやシェアリングでの協力プレイなども可能。コレクションモードには、設定資料や販促グッズのアートギャラリー、サウンドテスト、CHEATなども収録。

Wii版
- バーチャルコンソールアーケードでアーケード版を配信。

iOS版
- iPhone/iPod touch向けアプリの『カプコンアーケード』にアーケード版を収録。このソフト自体は無料配信だが、ゲーム内で1日に1回、3枚配布されるフリーチケット（有効期限は当日のみ）を使い、収録ゲームを選択して起動するシステムとなる。それ以上プレイしたい場合は別途で10枚セットの「コイン」を115円で購入したり、ゲーム単体を350円で購入することも可能。さらに数発の敵弾に耐える「防弾チョッキ」などスペシャルアイテムを、追加パックで115円で購入可能など、時代や供給ハードに合わせた仕様が盛り込まれている。

なお、カプコンアーケードは2016年5月10日に配信終了し、その後は本作のみ『戦場の狼モバイル』として単体アプリの360円で配信された。内容はカジュアルモードとクラシックモードの2つ収録。ただし、これもiOS 11以降はカプコン側では非対応とアナウンスしており動作保証は行っていない。それ以前のiOSのバーションでは動作するので配信自体は継続中。
Nintendo Switch版
- 『カプコンアーケードスタジアム』でアーケード版を配信。

PlayStation 4、Xbox One、PC(Steam)版
- 『カプコンアーケードスタジアム』でアーケード版を配信。

## 音楽
サウンドトラック
- 『カプコン・ゲーム・ミュージック』（アルファレコード）
1986年8月25日発売。『戦場の狼』の音源が収録されている。2002年6月19日にサイトロンディスクより復刻された。
- 『戦場の狼&トップシークレット オリジナルサウンドコレクション』（クラリスディスク）
2015年12月12日発売[9]。『戦場の狼』、『バイオニックコマンドー』シリーズのアーケード、家庭用、日本国外版を含めた14タイトルの音源を収録。CD5枚組。

## スタッフ
アーケード版
- ゲーム・デザイン：藤原得郎、長島初美[10]
- 音楽：河本圭代
- ハードウェア設計：牧洋資

ファミリーコンピュータ版
- ソフトウェア：小林成光
- スクロール：KURA
- 企画：KURO（藤原得郎）
- サウンド：SAKA（坂口由洋）
- 音楽：河本圭代

## 評価
アーケード版
1998年にそれまで発売されていたアーケードゲーム全てを対象に行われたゲーメストムック『ザ・ベストゲーム2』では、『名作・秀作・天才的タイトル』と認定された「ザ・ベストゲーム」に選定され、同書では手榴弾が障害物を越えて敵に当たるという特性に触れた上で「うまくいけば、複数の敵をまとめて倒してくれるので、その爽快感はかなりのもの」と指摘した他、多くの軍勢に対して1人で挑んでいくという設定が「とても緊張に満ちていて短い時間で完全燃焼できる面白さを生んでいる」と称賛した。また難易度の高さが面白さに繋がっていたことを指摘した上で「短期間には爆発的な人気を得たが、難しすぎたためロングヒットはしなかった」と短命であったことを指摘した。その他、「戦場の狼の基本のゲーム性は、アウトゾーンなどの先駆けとなった」と後の同ジャンルのゲームに影響を与えたことを示唆した。
ファミリーコンピュータ版
ゲーム誌『ファミリーコンピュータMagazine』の読者投票による「ゲーム通信簿」での評価は以下の通りとなっており、21.09点（満30点）となっている。
| 項目 | キャラクタ | 音楽 | 操作性 | 熱中度 | お買得度 | オリジナリティ | 総合  |
| 得点 | 4.10       | 3.53 | 3.57   | 3.56   | 3.18     | 3.15           | 21.09 |

## 続編
- 『戦場の狼II』 - 1990年にアーケードにて稼働した続編。
- 『Wolf of the Battlefield: Commando 3』 - 2008年6月11日に日本国外版のXbox 360のXbox Liveおよび6月5日にPlayStation 3のPlayStation Networkにてダウンロードゲームとして配信された。3Dとなり、『戦場の狼II』の続編に当たるゲーム内容となっている。Backbone Entertainmentが開発し、カプコンが配信していた。日本国内では未発売となっている。